# NAT8L
NAT8L (англ. N-acetyltransferase 8 like) – білок, який кодується однойменним геном, розташованим у людей на 4-й хромосомі. Довжина поліпептидного ланцюга білка становить 302 амінокислот, а молекулярна маса — 32 837.
| 10         |  | 20         |  | 30         |  | 40         |  | 50         |
| ---------- |  | ---------- |  | ---------- |  | ---------- |  | ---------- |
| MHCGPPDMVC |  | ETKIVAAEDH |  | EALPGAKKDA |  | LLAAAGAMWP |  | PLPAAPGPAA |
| APPAPPPAPV |  | AQPHGGAGGA |  | GPPGGRGVCI |  | REFRAAEQEA |  | ARRIFYDGIM |
| ERIPNTAFRG |  | LRQHPRAQLL |  | YALLAALCFA |  | VSRSLLLTCL |  | VPAALLGLRY |
| YYSRKVIRAY |  | LECALHTDMA |  | DIEQYYMKPP |  | GSCFWVAVLD |  | GNVVGIVAAR |
| AHEEDNTVEL |  | LRMSVDSRFR |  | GKGIAKALGR |  | KVLEFAVVHN |  | YSAVVLGTTA |
| VKVAAHKLYE |  | SLGFRHMGAS |  | DHYVLPGMTL |  | SLAERLFFQV |  | RYHRYRLQLR |
| EE         |  |            |  |            |  |            |  |            |

A: Аланін

C: Цистеїн

D: Аспарагінова кислота

E: Глутамінова кислота

F: Фенілаланін

G: Гліцин

H: Гістидин

I: Ізолейцин

K: Лізин

L: Лейцин

M: Метіонін

N: Аспарагін

P: Пролін

Q: Глутамін

R: Аргінін

S: Серин

T: Треонін

V: Валін

W: Триптофан

Кодований геном білок за функціями належить до трансфераз, ацилтрансфераз. 
Локалізований у цитоплазмі, мембрані, мітохондрії, ендоплазматичному ретикулумі, мікросомах.